# Nanche Dulce
Nanche Dulce är en ort i Mexiko.   Den ligger i kommunen Huitzuco de los Figueroa och delstaten Guerrero, i den sydöstra delen av landet, 140 km söder om huvudstaden Mexico City. Nanche Dulce ligger 1 193 meter över havet och antalet invånare är 374.
Terrängen runt Nanche Dulce är lite kuperad. Runt Nanche Dulce är det ganska glesbefolkat, med 27 invånare per kvadratkilometer. Närmaste större samhälle är Ciudad de Huitzuco, 10,0 km norr om Nanche Dulce. I omgivningarna runt Nanche Dulce växer huvudsakligen savannskog.